# Jiří Šuhájek
Jiří Šuhájek (ur. 14 kwietnia 1943 w Pardubicach) – czeski artysta w szkle, twórca szkła artystycznego oraz projektant szkła użytkowego, pedagog.

## Życiorys i twórczość

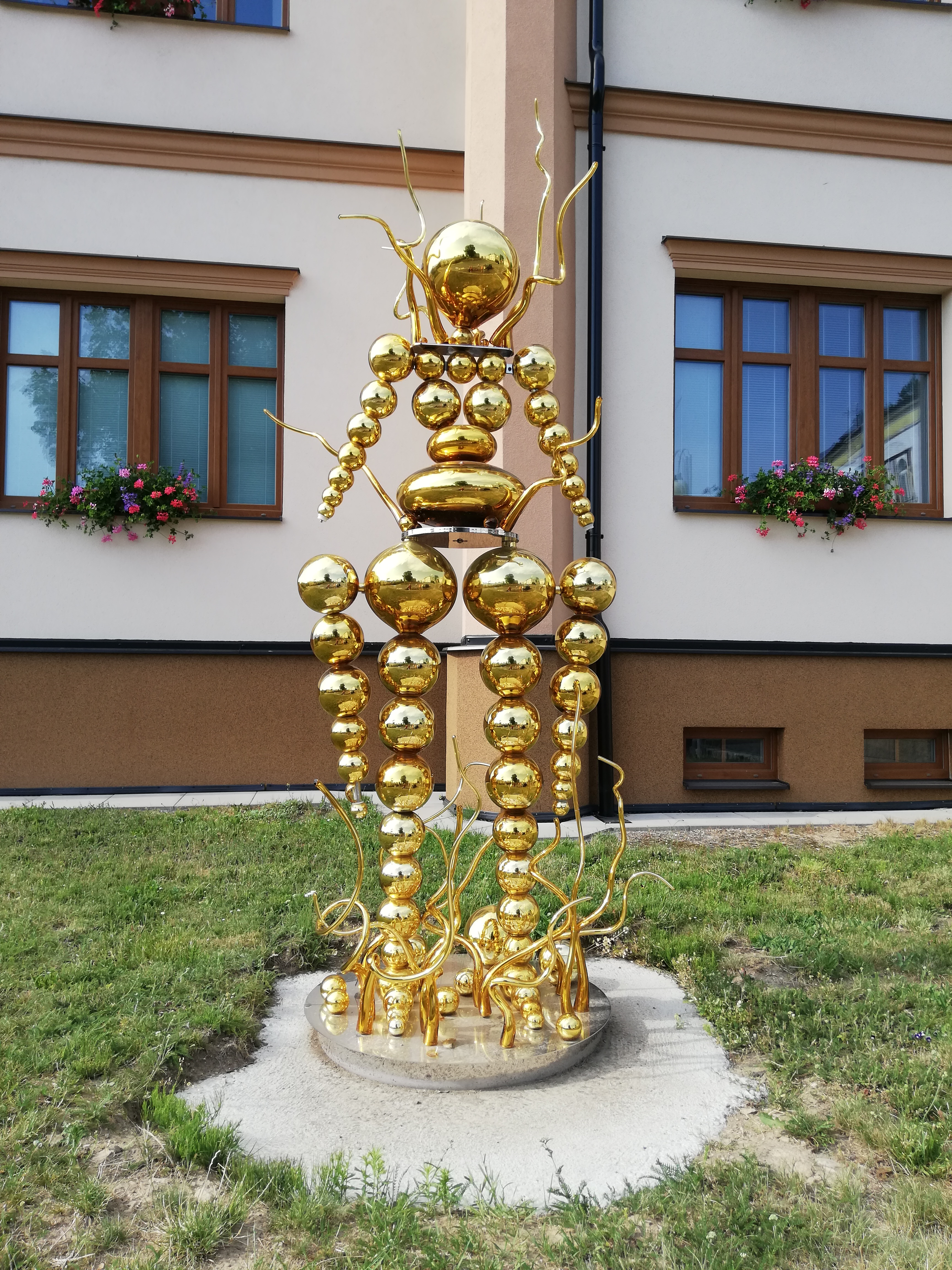
Szklana rzeźba Šuhájka w Kamenickim Šenovie, 2018

W 1961 r. ukończył średnią szkołę szklarską w Kamenickim Šenovie, najstarszą tego typu placówkę w Europie. Następnie rozpoczął pracę w wytwórni szkła Moser w Karlowych Warach. Od 1964 do 1968 r. studiował w Akademii Sztuk Stosowanych w Pradze, pod kierunkiem prof. Stanislava Libenskiego. Studia kontynuował w latach 1968–1971 w Royal College of Art w Londynie, uzyskując w 1971 r. dyplom. Tam, pod wpływem pioniera ruchu studio glass Samuela J. Hermana, zafascynował się szkłem formowanym na gorąco. Edukację uzupełnił pobytami studyjnymi w hucie szkła Venini na Murano we Włoszech, amsterdamskiej Rietveld Academie oraz w College of Applied Art w Edynburgu.
W 1972 r. Šuhájek ponownie podjął pracę dla Mosera. Jego projekty szkła użytkowego z lat 70. ze szkła formowanego na gorąco charakteryzują się miękkimi kształtami, wielobarwnością, dekoracjami z zatopionych w masie nitkowanych lub płatkowych wstawek szkła w innym kolorze. Po odejściu z Mosera w 1979 r., został zatrudniony na stanowisku projektanta szkła w ÚBOK – Instytucie Mody i Projektowania Wnętrz w Pradze. W latach 70. i 80. otrzymywał za swoje projekty liczne nagrody w kraju i za granicą. Z ÚBOK rozstał się w 1994 r. W latach 90. był związany z przedsiębiorstwem Bohemia Art Glass we Vsetínie, gdzie pracował od 1993 do 2002 r. na stanowisku dyrektora artystycznego. Również w tym okresie zdobywał nagrody za najlepsze czeskie projekty roku (w latach 1995 i 1996).
W 1999 r. rozpoczął działalność pedagogiczną: do 2009 r. uczył w średniej szkole szklarskiej w mieście Valašské Meziříčí, a w okresie 2009–2010 prowadził zajęcia na Uniwersytecie Tomasza Baty w Zlínie. W 2008 r. został członkiem honorowym Rosyjskiej Akademii Sztuki, a dwa lata później otrzymał tytuł doktora honoris causa Lwowskiej Narodowej Akademii Sztuki.
Od końca lat 60. Šuhájek tworzy unikatowe szkło artystyczne. Motywy czerpie ze świata roślinnego i zwierzęcego (przede wszystkim ptactwa), często wzorując się również na sylwetkach ludzkich. Światową sławę przyniosły mu, powstające w latach 80., ogromne szklane postaci kobiece. W późniejszym okresie tworzył obiekty, w których elementy szklane osadzane były na metalowych rusztowaniach, tworząc monumentalne kompozycje (m.in. rzeźby Lato i Zima zaprezentowane na II Międzynarodowym Biennale Szkła w Wenecji w 1998 r.). Artysta uprawia również malarstwo i rysunek. Swój dorobek artystyczny prezentował na niemal 50 wystawach indywidualnych w kraju i za granicą.
Prace artysty znajdują się w placówkach muzealnych: Hokkaido Museum of Modern Art w Sapporo, The Corning Museum of Glass w Corning w USA, Foster White Gallery w Seattle, Muzeum Wiktorii i Alberta w Londynie, Museum der Veste w Coburgu, Museum für Kunst und Gewerbe w Hamburgu, Main Museum für Kunstgewerbe we Frankfurcie, Glasmuseum we Frauenau, Glass Museum w Ebeltofl, Galerii Narodowej w Pradze, Muzeum Sztuki Dekoracyjnej w Pradze, galerii w Brnie, muzeum w Libercu, muzeum w Pardubicach, muzeum w Jabloncu nad Nysą, galerii szkła w Lucernie oraz Galerii Sztuki w Karlowych Warach.

## Nagrody
- 1974 – Najlepszy Projekt Roku, Instytut Wzornictwa Przemysłowego w Pradze
- 1976 – złoty medal na Międzynarodowej Wystawie Szkła, Jablonec nad Nysą
- 1976 – złoty medal i Bawarska Nagroda Państwowa, Monachium
- 1979 – Najlepszy Projekt Roku, Instytut Wzornictwa Przemysłowego w Pradze
- 1980 – Premio International, Walencja
- 1981 – Najlepszy Projekt Roku, Ministerstwo Przemysłu Czechosłowackiej Republiki Socjalistycznej
- 1984 – nagroda honorowa na Międzynarodowej Wystawie WCC, Bratysława
- 1985 – nagroda na International Glass Symposium, Süsmuth
- 1985 – Zweiter Coburger Glaspreis, Coburg
- 1986 – Najlepszy Projekt Roku, Ministerstwo Przemysłu Czechosłowackiej Republiki Socjalistycznej
- 1986 – Złota Gwiazda Jakości, BID, Madryt
- 1987 – Kryształowa Piramida, Instytut Wzornictwa Przemysłowego w Pradze
- 1987 – Gute Industrieform, Frankfurt
- 1987 – złoty medal oraz Kryształowa Piramida, Instytut Wzornictwa Przemysłowego w Brnie
- 1988 – Najlepszy Projekt Roku, Ministerstwo Przemysłu Czechosłowackiej Republiki Socjalistycznej
- 1995 – Czeska Narodowa Nagroda w Dziedzinie Wzornictwa
- 1995 – Najlepszy Projekt Roku, Centrum Designu Republiki Czeskiej
- 1996 – Masarykova cena, Masarykova společnost
- 1996 – Najlepszy Projekt Roku, Centrum Designu Republiki Czeskiej
- 2008 – srebrny medal za działalność wykładową, International Glass Symposium we Lwowie
- 2008 – złoty medal i honorowe członkostwo Rosyjskiej Akademii Sztuki w Moskwie
- 2010 – doktor honoris causa Lwowskiej Narodowej Akademii Sztuki

Źródło.